# Trimma fangi
Trimma fangi är en fiskart som beskrevs av Richard Winterbottom och Chen 2004. Trimma fangi ingår i släktet Trimma och familjen smörbultsfiskar. Inga underarter finns listade i Catalogue of Life.